# Скороход (фабрика)
«Скорохо́д» — обувная фабрика в Санкт-Петербурге.

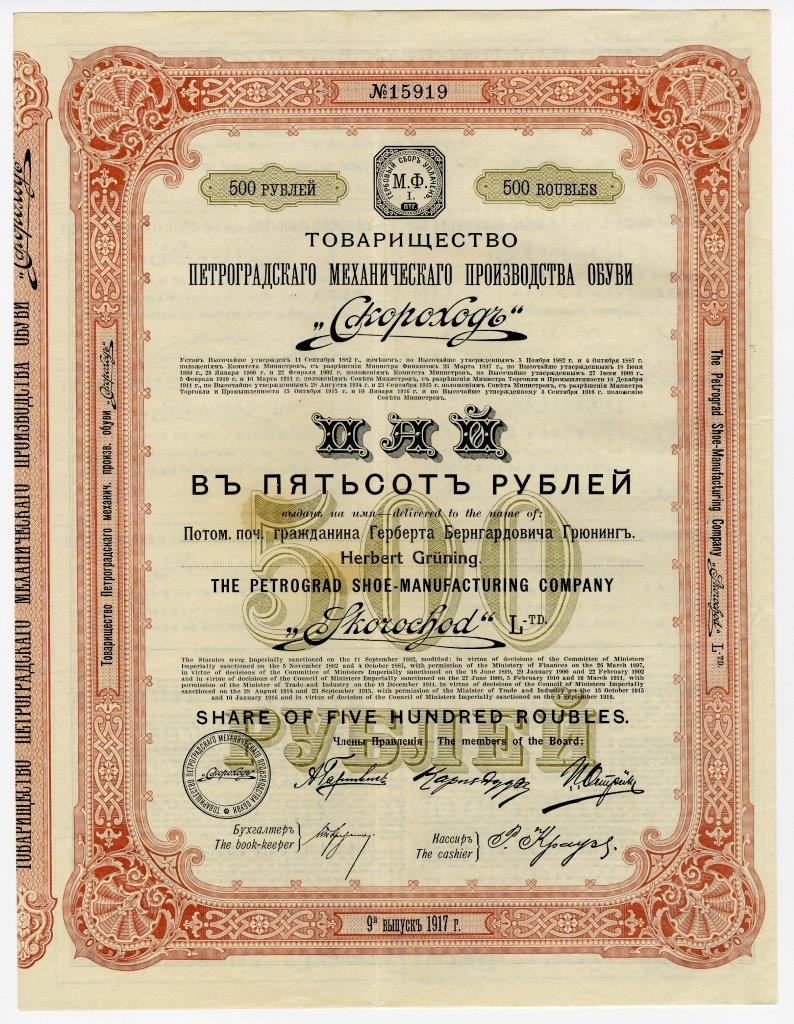
Пай именной в 500 руб. 9-го выпуска Товарищества Петроградского механического производства обуви «Скороход». Петроград, 1917 г.

## История
Обувное предприятие, от которого фабрика ведёт свою историю, было основано 11 сентября 1882 года немецким акционерным обществом под названием «Товарищество Санкт-Петербургского механического производства обуви», о чём в томе II Собрания Третьего Полного собрания законов Российской империи за 1882 г. существует запись № 1094.
Название «Скороход» было ему присвоено в 1910 году.
В 1922 году фабрике было присвоено имя Я. А. Калинина — руководителя партийной ячейки фабрики и председателя фабричного комитета, убитого эсерами в 1919 году. На здании фабрики (Заставская ул., 33) в его память была установлена мемориальная доска.
Профессор Емельянов В. С.: «Жизнь бьет ключом. Первого января 1936 года „Правда“ в передовой статье, озаглавленной „Стахановский год“, писала: „Мы живем в великую эпоху — и не мудрено, что каждый год в нашей стране полон исключительных событий. Но год, только что минувший, является особо выдающимся. Как много удалось сделать за эти 365 дней! Как переменилась жизнь во всей стране! …“. Каждая строчка этой статьи подтверждалась фактами из жизни Челябинска. В городе в то время всего было много: хорошая обувь ленинградской фабрики „Скороход“, приличное верхнее платье, разнообразное продовольствие и особенно много мяса. Такого великолепного мяса я раньше никогда не видел. У здания обкома в новом, только что отстроенном универмаге был большой аквариум, и там всегда можно было получить живую рыбу».
В годы блокады Ленинграда на фабрике «Скороход» было организовано производство армейской обуви (с 1942), а также выпускались пулемётные ленты и снаряды. Предприятие было награждено орденом Ленина (1940) и орденом Трудового Красного Знамени (1947).
В 1962 году предприятие стало головным в составе Ленинградского обувного объединения «Скороход» (в состав объединения также вошли обувные фабрики «Пролетарская победа», 1-я и 2-я, «Восход», «Заря», фабрика спортивной обуви, а также Ленинградская, Выборгская, Гатчинская, Лужская, Невельская и Череповецкая обувные фабрики).
В середине 1990-х АО «Скороход» было крупнейшей в России обувной фабрикой. В 1998 на её основе создана «Фабрика детской обуви „Скороход“».
В 2005—2006 фабрика включена в реестр «500 преуспевающих компании России» и вошла в первую тройку среди предприятий России, выпускающих детскую обувь. Отмечена дипломами ОАО «Рослегпром», АНО «Союзэкспертиза», ТПП РФ, «Санкт-Петербургского экологического союза».
С 2006 года официальным дилером компании «Обувь скороход» является фирма Martuni.

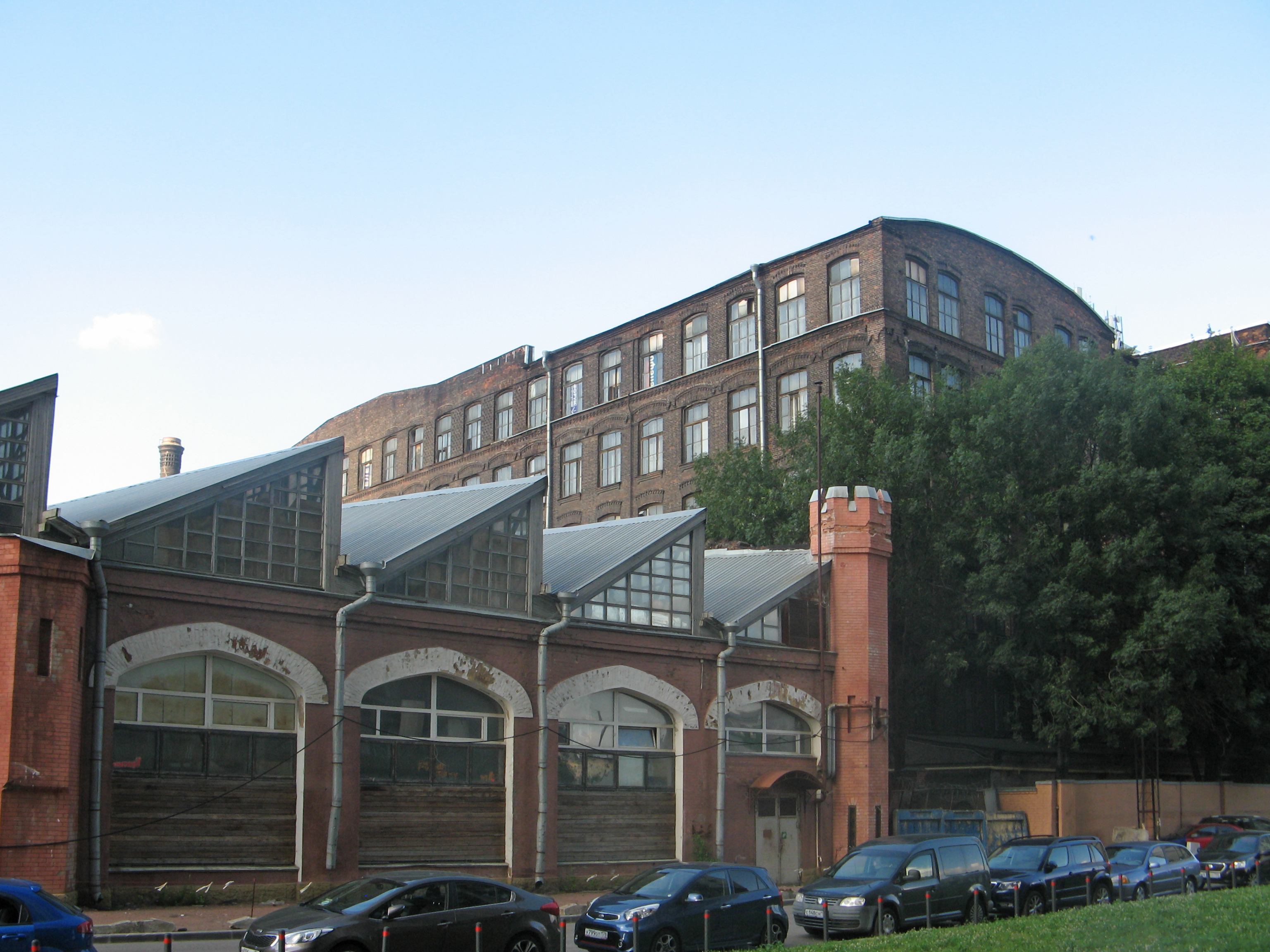
Исторические корпуса фабрики на Заставской улице

В 2010-х годах исторические корпуса фабрики на Заставской улице оказались окружены жилищной застройкой в связи с ликвидацией промзоны. Такие соседние объекты как завод «Вагонмаш» были полностью снесены, здания «Скорохода» же остались под охраной как памятники архитектуры и перепрофилируются.
В 2023 году фабрика окончательно обанкротилась, исторические корпуса цехов будут переоборудованы в лофт-пространство с бутиками, фудкортами, апартаментами под сдачу и офисами.

## Сотрудники, удостоенные высших государственных наград
- Гусева, Прасковья Владимировна (1921—?) — Герой Социалистического Труда (1971).
- Муштукова, Ольга Яковлевна (1916—?) — лауреат Сталинской премии (1950).